# Антониу, Костаке
Коста́ке Антони́у (рум. Costache Antoniu; 25 февраля 1900, Цигэнаши, Румыния — 16 июня 1979, Бухарест, Румыния) — румынский актёр театра и кино.

## Биография
В 1920 году окончил Ясский университет искусств Джордже Энеску и начал сценическую деятельность в Национальном театре в Яссах . С 1935 года — актёр Национального театра имени Караджале в Бухаресте, где играл в пьесах Караджале, Себастьяна, Чехова и других драматургов. С 1948 года — профессор Института театрального искусства и кинематографии имени Караджале
Указом № 43 (1953 года) Президиума Национального собрания Народной Республики Румынии, был удостоен звания народного артиста. Так же он был отмечен орденом Труда II класса (1952 г.) и  орденом «За заслуги перед культурой» I класса (1967 г.).

## Фильмография

### Актёр
- 1953 — Потерянное письмо / O scrisoare pierdută — Cetateanul turmentat
- 1955 — Красная кувшинка / Nufărul roșu
- 1959 — Даркле / Darclée — Эудженио Джиральдони
- 1960 — Телеграммы / Telegrame
- 1961 — Наши ребята / Băieții noștri
- 1963 — Отдых у моря / Vacanță la mare
- 1964 — Чужак / Străinul — профессор Гридан
- 1964 — Лес повешенных / Pădurea spânzuraților — священник
- 1965 — Род Шоймаров / Neamul Șoimăreștilor — Hangiul

## Награды
- 1952 — Орден Труда II класса
- 1953 — Народный артист СРР
- 1967 — Орден «За заслуги перед культурой»[рум.] I класса
- ? — Государственная премия СРР